# Nicole Calfan

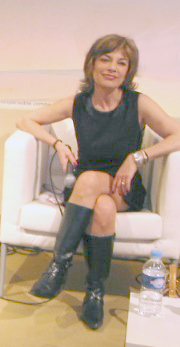
Nicole Calfan (2004)

Nicole Calfan (* 4. März 1947 in Paris) ist eine französische Schauspielerin und Schriftstellerin.

## Leben
Die Tochter eines Juristen und Finanzberaters spielte ab 1968 als Mitglied der Comédie-Française-Theater. Sie trat in Klassikern wie Der Geizige, Der eingebildete Kranke, Tartuffe und Der Barbier von Sevilla auf. Bis 1973 gehörte sie der Comédie-Française an.
Gleichzeitig begann sie ihre Karriere beim Film, wo sie besonders in den 1970er Jahren Haupt- und Nebenrollen in unterschiedlichen Produktionen übernahm, vorwiegend in Krimis, Abenteuerfilmen und Komödien. In den 1980er Jahren wurde Calfan hauptsächlich Fernsehschauspielerin, unter anderem als Hauptdarstellerin in der Serie Sam et Sally. Daneben spielte sie auch wieder Theater und profilierte sich 1998 als Autorin mit dem Roman Je n'irai pas jouer.

## Filmografie (Auswahl)
- 1969: Le grand Amour – Wahre Liebe rostet nicht (Le grand amour)
- 1970: Borsalino
- 1971: Was würden Sie an meiner Stelle tun? (Êtes-vous fiancée à un marin grec ou à un pilote de ligne?)
- 1971: Der Coup (Le casse)
- 1973: Pardon, Genossen! Edel sei der Mensch, hilflos und reich (Moi y'en a vouloir des sous)
- 1973: Bezahlt wird in Marseille (Les hommes)
- 1973: Die drei Musketiere (The Three Musketeers)
- 1974: Die Chinesen in Paris (Les chinois à Paris)
- 1974: Die vier Musketiere – Die Rache der Mylady (The Four Musketeers)
- 1975: Vollmacht zum Mord (Permission to Kill)
- 1975: Es regnet über Santiago (Il pleut sur Santiago)
- 1977: Die Gang (Le gang)
- 1978: Das Freudenhaus in der Rue Provence (One, Two, Two : 122, rue de Provence)
- 1978: Nimm’s leicht, Mama (Vas-y maman)
- 1979: Die Hunde (Les chiens)
- 1980: Sam et Sally (Sam et Sally), Serie
- 1986: Max mon amour
- 1988: Zwei hinreißend verdorbene Schurken (Dirty Rotten Scoundrels)
- 2002, 2004: Kommissar Navarro (Navarro, Fernsehserie, 2 Folgen)
- 2003: Frank Riva (Fernsehserie, 3 Folgen)
- 2008: Ein Mann und sein Hund (Un homme et son chien)
- 2017: Kommissar Caïn (Caïn, Fernsehserie, 1 Folge)
- 2018: Guy
- 2021: Demain nous appartient (Fernsehserie, 13 Folgen)
- 2023: Maman a disparu (Fernsehfilm)